# ウォルター・ウェストン

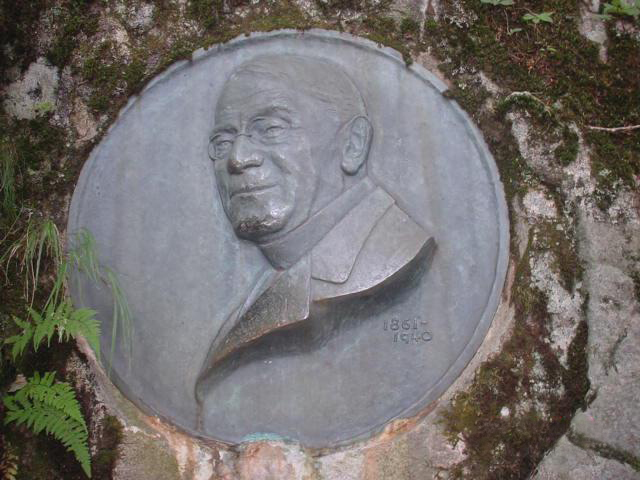
Reverend Walter Weston ウォルター・ウェストン碑　（上高地）

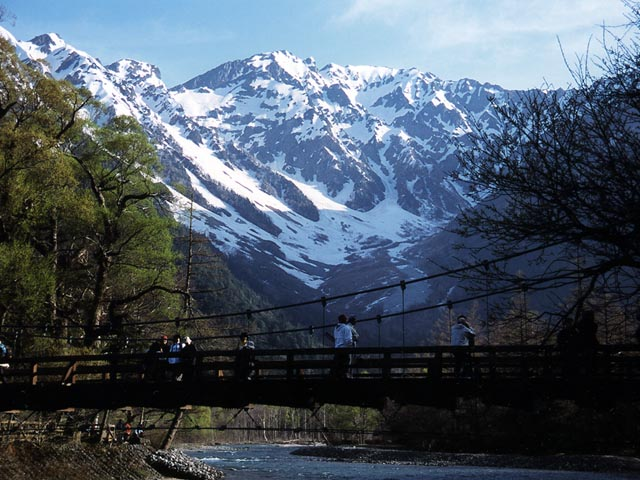
上高地。梓川と河童橋。

ウォルター・ウェストン（Walter Weston, 1861年12月25日-1940年3月27日）は、イギリス人宣教師、登山家。英国山岳会、ロンドン日本協会、王立地理学会会員。日本山岳会名誉会員。日本に3度長期滞在し、日本各地の山に登り『日本アルプスの登山と探検』などを執筆、日本アルプスなどの山及び当時の日本の風習を世界中に紹介した。訪日の前後にはマッターホルンなどのアルプス山脈の山に登頂していた。

## 来歴
- 1861年12月25日 - イギリスのダービー市に生まれる。父親の名はジョン・ウェストン。母親の名はエンマ・バットランドであり、その六男。
- 1876年 - 1880年まで、ダービー・スクール（英語版）で教育を受け、ケンブリッジ大学クレア・カレッジで学ぶ。
- 1883年 - Bachelor of Artsを取得。
- 1885年 - 聖公会の執事に按手される[1]。
- 1886年 - 聖公会の司祭に按手される[1]。
- 1887年 - MA（Master of Arts）を取得。ケンブリッジ大学のリドレー・ホール神学校で、イングランド国教会の聖職について学んだ。
- 1888年（明治21年） - イングランド国教会伝道協会（CMS）の宣教師として日本を訪れた（神戸に滞在）。
- 1890年（明治23年） - イギリス時代から持っていた趣味として国内での登山活動を開始。富士山、阿蘇山、霧島山、桜島、日光白根山などに登頂。
- 1891年（明治24年） - 軽井沢を出発し浅間山を経て松本から日本アルプスの一角、槍ヶ岳に初登頂。その後翌年にかけて飛騨山脈、木曽山脈、赤石山脈などを巡った。また、富士山にも複数回登頂した[2]。
- 1893年（明治26年） - 前穂高岳に登頂。このときの案内役で地元猟師の上條嘉門次との友情関係は、多く語り継がれている。またこの年の5月11日に、前宮ルートより恵那山に登頂した。同年8月には、立山登山を長野県側から立山新道の跡をたどって行っている。
- 1894年（明治27年） - H.J.ハミルトン（日本聖公会中部教区初代主教）、浦口文治らとともに日本アルプス連山の初登頂に成功する[3]。
- 1896年（明治29年） - 山旅で見た情景と感慨を『MOUNTAINEERING AND EXPLORATION IN THE JAPANESE ALPS』（日本アルプスの登山と探検）としてイギリスで出版した。
- 1902年（明治35年）4月 - エミリー・フランシスと結婚[4]。
  - 6月にイギリス海外福音伝道会（SPG）の宣教師として夫人と共に2度目の来日を果たし[2]、1905年3月まで横浜市に滞在、聖アンデレ教会に司祭として奉職[1][5]。1902年から1904年にかけて信州各地を中心に登山。
- 1904年（明治37年）- 鳳凰山の地蔵仏に我が国初のロッククライミングを行う。
- 1910年（明治43年）1月 - 日本山岳会の名誉会員となる[6]。
- 1911年（明治44年） - 1915年（大正4年）に、再び横浜市に滞在、聖アンデレ教会にて奉職[1][5]。翌年から1914年にかけて信州各地を中心に登山。
- 1913年（大正2年） - 夏、ウェストンに同行したフランシス夫人が女性初の槍ヶ岳登頂。9月、王立地理学会の重鎮（のちの会長）ダグラス・フレッシュフィールド（英語版）来日、軽井沢でウェストンと合流。
- 1917年（大正6年） — 王立地理学会から、日本の未踏の高地を踏査、探検したことを評され、バック・グラント賞（Back  Grant）を授与された。
- 1940年（昭和15年）3月27日 - 死去。

ウェストンは、園芸雑誌に載っていた写真を見て、日本山岳誌の著者から写真を数枚譲って貰えるよう要請。譲り受けた内、志村烏嶺が官有林見廻り役丸山常吉の長男丸山広太郎・同姓の丸山吉十・強力（ごうりき）の清水市太郎を伴って1905年（明治38年）8月20日に白馬岳に登ったときに撮影した写真を、英国山岳会誌『アルパイン・ジャーナル』に寄せ、第23巻1906年5月号に掲載された。これが、日本の山岳写真が初めてヨーロッパに紹介されたものだという。
“Japanese Alps”という表現は、1881年（明治14年）初版刊行の『日本旅行記』（チェンバレンら編集） に「信州と飛騨の境にある山脈 は『ジャパニーズアルプス』と呼ぶのにふさわしい」と記述があるのが最初であるとされる。

## 死後
死後、日本の山を世界中に紹介したことなどを称えて、日本の各地でウェストンの記念碑、レリーフなどが設置され、山開きの時期にウェストン祭が開催されるようになった。一部の地域ではウェストン公園が整備されている。

### ウェストン祭
- 上高地ウェストン祭 - 長野県松本市の上高地では、「上高地を“再発見”したウォルター・ウェストン」を記念して、毎年6月に「上高地ウェストン祭」が催されている[10]。
- 青森ウェストン祭 - 青森県三戸郡新郷村では、1902年（明治35年）の青森を襲った飢餓の際、救援活動を行ったことに感謝して「青森ウェストン祭」が催されている[11]。
- 海のウェストン祭 - 新潟県糸魚川市では、ウェストンが「親不知が日本アルプスの起点である。」として訪れていることを機縁とし、例年地元有志による「海のウェストン祭」が催されている[12]。
- ミセス・ウエストン祭 - 長野県長野市（旧戸隠村）の戸隠キャンプ場で毎年8月第1土曜日に、戸隠山と高妻山に初めて登頂した外国人女性であるエミリー・ウエストンを偲ぶ祭典として「ミセス・ウエストン祭」が催されている[13]。
- 恵那山ウェストン祭 - 岐阜県中津川市の恵那山ウェストン公園では、1893年（明治26年）5月11日に恵那山に登り全世界へ紹介したことを記念して、毎年5月11日に中津川市観光協会により「恵那山ウェストン祭」が催されている[14]。
- 宮崎ウェストン祭 - 宮崎県西臼杵郡高千穂町では、1890年（明治23年）に韓国岳と高千穂峰登頂の際に訪問し「九州の軽井沢」と称されたことを記念して、五ヶ所高原にて毎年「宮崎ウェストン祭」が催されている[15][16]。

### ウェストンのレリーフ
- 1937年（昭和12年）8月26日 - 上高地の清水屋ホテルの北東近くに、ウェストンのレリーフが設置された[17]。
- 1965年（昭和40年）8月26日 - 長野県飯田市の天竜峡時又に、1891年と1893年に「天竜舟下り」を行いこれを紹介したことを称えて、ウェストンの記念碑が設置された[18]。
- 1966年（昭和41年）ウェストン師が祖母山登山の際に通ったとされる旧道横に位置する三秀台に、記念碑が建設された。 さらに昭和47年には洋鐘が、ウェストン生誕100周年・高千穂町70周年を迎えた平成2年には碑文が取り付けられ、現在の姿が完成。碑文石には、ウェストンの生家から送られた庭石（ヨークシャ石）が埋め込まれている。
- 1988年（昭和63年）7月19日 - 新潟県糸魚川市親不知コミュニティーロード（市道天険親不知線）にウェストンの全身像が設置された[19]。
- 1989年（平成元年）に、山梨県南アルプスのアルペンプラザ広河原の前に、1904年（明治37年）に北岳に登頂し世界中に紹介したことを称え、ウェストンのレリーフが設置された[20]。
- 2001年（平成13年）に、岐阜県中津川市に恵那山ウェストン公園が整備され、ウェストンの銅像が設置された[21]。

## 著書
- 『Mountaineering and Exploration in the Japanese Alps』 John Murray、1896年。「覆刻日本の山岳名著」大修館書店、1975年
  - 『日本アルプスの登山と探検』 青木枝朗訳、岩波文庫、1997年。ISBN 4003347412
    - 旧版『日本アルプスの登山と探検』 山崎安治共訳、「日本山岳名著全集1」あかね書房、1962年、新版1970年、新編 三笠書房、1976年。全12巻　

  - 『日本アルプス　登山と探検』 岡村精一訳、平凡社ライブラリー（水野勉解説）、1995年。ISBN 4582760945
    - 旧版『日本アルプス　登山と探検』 梓書房（田部重治校閲）、1933年。創元選書、1953年。新版 創元社、1957年。角川文庫、1963年

  - 『日本アルプスの登山と探検』 黒岩健訳、大江出版社、1982年
- 『The Playground of the Far East』 John Murray、1918年。「覆刻日本の山岳名著」大修館書店、1978年
  - 『極東の遊歩場』 岡村精一訳、山と溪谷社、1970年、新版1984年　
  - 『日本アルプス再訪』 水野勉訳、平凡社ライブラリー、1996年。ISBN 4582761615
- 『A WAYFARER IN UNFAMILIAR JAPAN』 Methuen、1925年
  - 『ウェストンの明治見聞記　知られざる日本を旅して』 長岡祥三訳、新人物往来社、1987年　ISBN 440401418X
- 『ウォルター・ウェストン未刊行著作集』全2巻、三井嘉雄訳、郷土出版社、1999年
- 『日本アルプス登攀日記』 三井嘉雄訳、平凡社東洋文庫、1995年、ワイド版2009年／平凡社ライブラリー、2024年。ISBN 4582769675（電子書籍も刊）
- 『宣教師ウェストンの観た日本』 山本秀峰訳、露蘭堂、2014年。ISBN 978-4904059548
- 『KAMIKOUCHI ONSENBA CLIMBER'S BOOK』 1914年
  - 『ウェストンが残したクライマーズ・ブック　外国人たちの日本アルプス登山手記』 信濃毎日新聞社、2016年 ISBN 978-4784072880
- 『Collected Travel Writings of Walter Weston』著作集 全4巻、Ganesha Publishing（復刻版）、1999年

## 参照
- 『北アルプス博物誌 I 登山・民俗』第5版 1974年（昭和49年） 編者 大町山岳博物館 発行所 信濃路 発売元 社団法人農村漁村文化協会 P37 - 42 日本アルプスの父 高橋秀男